# Vrigstads socken
Vrigstads socken i Småland ingick i Västra härad, ingår sedan 1971 i Sävsjö kommun i Jönköpings län och motsvarar från 2016 Vrigstads distrikt.
Socknens areal är 120,34 kvadratkilometer, varav land 116,57. År 2000 fanns här 1 755 invånare. Tätorten Vrigstad med sockenkyrkan Vrigstads kyrka ligger i socknen. Hembygdsföreningen är Vrigstads hembygdsförening.

## Administrativ historik
Vrigstads socken har medeltida ursprung.
Vid kommunreformen 1862 övergick socknens ansvar för de kyrkliga frågorna till Vrigstads församling och för de borgerliga frågorna till Vrigstads landskommun. Landskommunen utökades 1952 innan den upplöstes 1971 då denna del uppgick i Sävsjö kommun. Församlingen uppgick 2006 i Vrigstad-Hylletofta församling.
1 januari 2016 inrättades distriktet Vrigstad, med samma omfattning som församlingen hade 1999/2000.  
Socknen har tillhört samma fögderier och domsagor som Västra härad. De indelta soldaterna tillhörde Jönköpings regemente, Västra härads kompani, och Smålands grenadjärkår, Livkompanit.

## Geografi
Vrigstads socken ligger väster om Sävsjö kring Vrigstadsån med huvudbygden söderut vid ån. Socknen består av kuperad mossrik skogsmark med många sjöar.

## Fornlämningar
Två hällkistor från stenåldern, cirka 35 gravrösen från bronsåldern och nio järnåldersgravfält, några med domarringar är kända, liksom två runristningar, en nu på Statens historiska museum. En borgruin, Lundbyhus finns i Lundby skog.

## Namnet
Namnet (1216 Wrigstad), taget från kyrkbyn, innehållet ett förled som föreslagits vara ett ord med betydelsen krökning och efterledet stad, ställe gård.

### Fotnoter
1. 1 2 3  Svensk Uppslagsbok Vrigstads socken
2. 1 2  Harlén, Hans; Harlén Eivy (2003). Sverige från A till Ö: geografisk-historisk uppslagsbok. Stockholm: Kommentus. Libris 9337075. ISBN 91-7345-139-8
3. ↑  ”Församlingar”. Statistiska centralbyrån. https://www.scb.se/hitta-statistik/regional-statistik-och-kartor/regionala-indelningar/forsamlingar/. Läst 30 december 2022.
4. ↑  Administrativ historik för Vrigstad socken (Klicka på församlingsposten). Källa: Nationella arkivdatabasen, Riksarkivet.
5. ↑  Indelta soldater, torp och rotar i Jönköpings län Arkiverad 24 januari 2012 hämtat från the Wayback Machine. Jönköpingsbygdens Genealogiska Förening
6. 1 2  Sjögren, Otto (1931). Sverige geografisk beskrivning del 2 Östergötlands, Jönköpings, Kronobergs, Kalmar och Gotlands län. Stockholm: Wahlström & Widstrand. Libris 9939
7. 1 2 3  Nationalencyklopedin
8. ↑  Fornlämningar, Statens historiska museum: Vrigstads socken
9. ↑  Fornminnesregistret, Riksantikvarieämbetet: Vrigstads socken Fornminnen i socknen erhålls på kartan genom att skriva in sockennamn (utan "socken") i "Ange geografiskt område"